# Brandur
Brandur ([ˈprantʏr̥]ⓘ) es una isla del archipiélago de Vestman situado al suroeste de Islandia, en el océano Atlántico. Se encuentra deshabitada y tiene una superficie de 0.1 kilómetros cuadrados. Pertenece a la municipalidad de Vestmannaeyjar, en la región de Suðurland.

## Galería

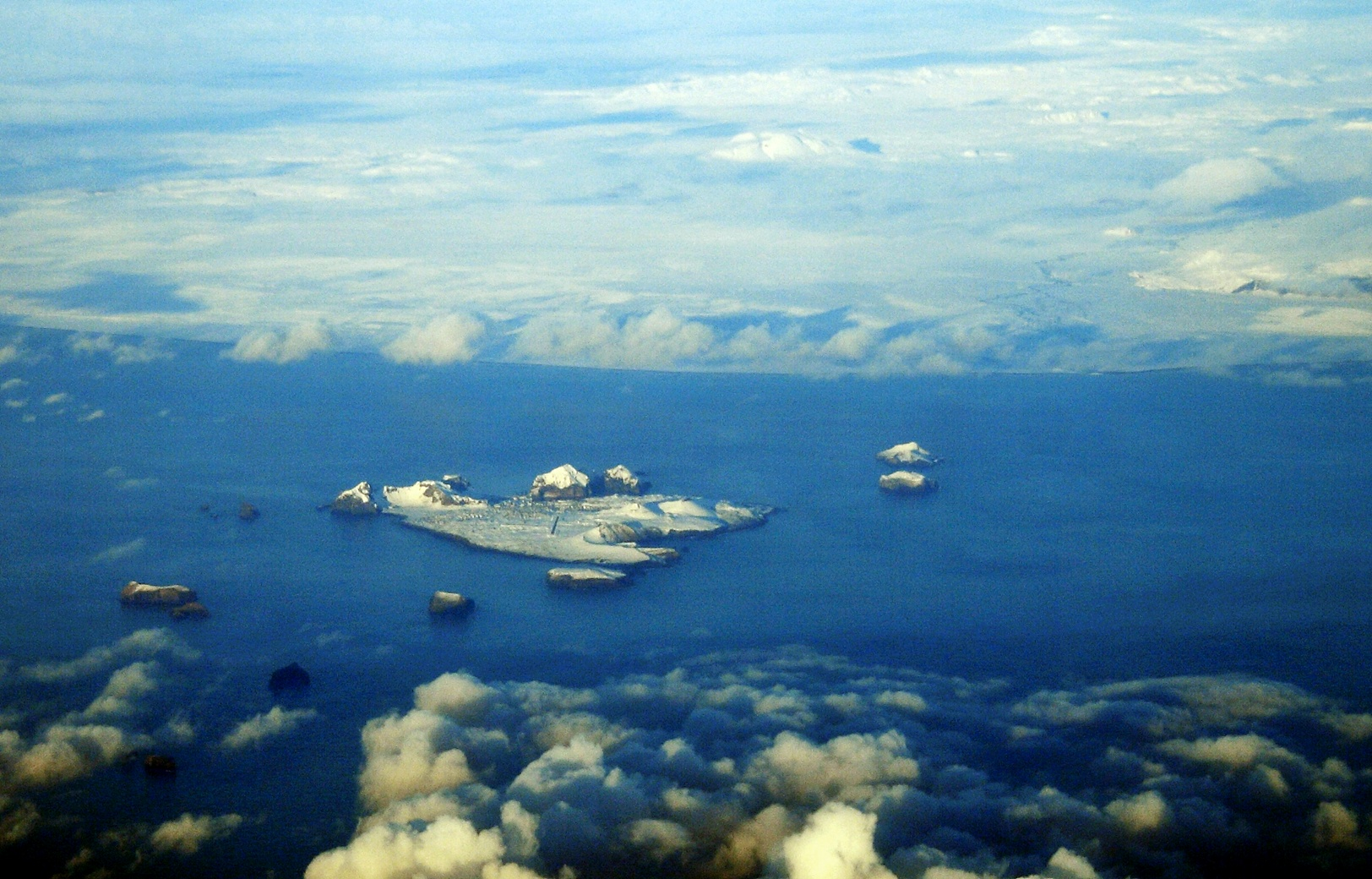